# ゲンロクダイ
ゲンロクダイ（元禄鯛、学名：Roa modesta）は、スズキ目チョウチョウウオ科に分類される魚類の一種。種小名は、本種の体色が「控え目」であることを意味する。和名は、本種の模様が「狂言袴」に似ていることに由来する。

## 形態
- 全長は約17cm[3] 。
- 狂言袴に似た縞模様がある[2]。
- 背鰭後方に黒斑がある[4]。

よく似た種
よく似た種として「Roa excelsa」「Roa jayakari」がいる。
外見上酷似しているが、
本種とexcelsaの場合、
- それぞれの鰭の位置が微妙に違う[4]。

本種とjayakariの場合、
- 背鰭後方にある黒斑が、本種は歪んでいるが、jayakariは丸い[4]。

といった相違点がある。

## 生態
雑食で、小型甲殻類、藻類などを食べる。
水深110-250mの岩礁域で見られるが、水深10ｍ程度の浅場で見られることもある。サンゴ礁ではあまり見られない。水温が高いほど深場に生息する。

## 分布
インドネシア、フィリピン、台湾、日本などの西部太平洋に生息する。チョウチョウウオ科の魚で唯一日本海にも生息している。日本では、太平洋側は茨城県以南に、日本海側は島根県以南に分布している。

## 人とのかかわり
観賞魚。温帯種であるため22度以下で飼育する。定置網に稀に紛れ込む程度であり、流通量は少ない。